# Friedrich Menge
Johann Friedrich Hermann Menge (* 7. Oktober 1845 in Lübbecke; † 14. Januar 1920) war ein deutscher Reichsanwalt und Senatspräsident am Reichsgericht.

## Leben
1868 wurde Menge vereidigt und trat als Auskultator in den preußischen Staatsdienst. 1870 wurde er Referendar und 1873 Gerichtsassessor. Staatsanwaltsgehilfe in Berlin wurde er 1876. 1879 ernannte man ihn zum Staatsanwalt am Landgericht Berlin II. 1887 wurde er an das Landgericht Berlin II versetzt. Ende Dezember 1888 kam er als Hilfsarbeiter zur Reichsanwaltschaft und blieb bis Mitte Juni 1889. 1890 wurde er zum Kammergerichtsrat befördert. Ende Januar 1892 wurde er Reichsanwalt. Ab 1906 war er Senatspräsident am Reichsgericht. Er war im IV., I. und II. Strafsenat tätig. 1916 bekam er den Titel Wirklicher Geheimer Rat mit der Anrede Exzellenz verliehen. Am 1. November 1918 trat er in den Ruhestand.